# ФК Бастија
ФК Бастија (фр. SC Bastia) је француски фудбалски клуб из Бастије, Корзика. Своје домаће утакмице игра на стадиону Арман Сесари, капацитета 16.480 места. Тренутно се такмичи у Другој лиги Француске. У сезони 2011/12. као првак Друге лиге пласирала се у виши ранг.
Највећи успеси клуба су финале УЕФА купа 1978, освајање Купа Француске 1981. и освајање Интертото купа 1997.

## Успеси
- УЕФА куп : 
  - Финалиста : 1978
- Интертото куп (1) : 
  - Победник: 1997
- Куп Алпа : 
  - Финалиста : 1977
- Куп Француске (1) :
  - Освајач : 1981
  - Финалиста : 1972, 2002
- Француски Лига куп : 
  - Финалиста : 1995
- Суперкуп Француске (1) : 
  - Освајач : 1972
- Друга лига Француске (1) : 
  - Првак : 1968

Регионални
- Првенство Корзике (21) : 
  - Првак : 1922, 1927, 1928, 1929, 1930, 1931, 1932, 1935, 1936, 1942, 1943, 1946, 1947, 1949, 1959, 1962, 1963, 1967, 1968, 1970, 1971
- Куп Корзике (20) : 
  - Освајач : 1928, 1929, 1930, 1931, 1932, 1936, 1943, 1946, 1951, 1954, 1958, 1959, 1960, 1962, 1964, 1965, 1966, 1968, 1970, 2007

## Бастија у европским такмичењима
| Сезона  | Такмичење            | Коло          | Држ.                          | Клуб                       | Резултат  | УЕФА коеф. |
| ------- | -------------------- | ------------- | ----------------------------- | -------------------------- | --------- | ---------- |
| 1972/73 | Куп победника купова | 1. коло       | Шпанија                       | Атлетико Мадрид            | 0-0, 1-2  | 1.0        |
| 1977/78 | УЕФА куп             | 1. коло       | Португалија                   | Спортинг Лисабон           | 3-2, 2-1  | 20.0       |
|         |                      | 2. коло       | Енглеска                      | Њукасл јунајтед            | 2-1, 3-1  | 20.0       |
|         |                      | осмина финала | Италија                       | Торино                     | 2-1, 3-2  | 20.0       |
|         |                      | четвртфинале  | Њемачка                       | Карл Цајс Јена             | 7-2, 2-4  | 20.0       |
|         |                      | полуфинале    | Швајцарска                    | Грасхопер                  | 2-3, 1-0  | 20.0       |
|         |                      | финале        | Холандија                     | ПСВ Ајндховен              | 0-0, 0-3  | 20.0       |
| 1981/82 | Куп победника купова | 1. коло       | Финска                        | КТП Котка                  | 0-0, 5-0  | 4.0        |
|         |                      | 1/8           | Совјетски Савез               | Динамо Тбилиси             | 1-1, 1-3  | 4.0        |
| 1997    | Интертото куп        | група         | Данска                        | Силкеборг                  | 1-0       | 0.0        |
|         |                      | група         | Аустрија                      | ГАК                        | 1-2       | 0.0        |
|         |                      | група         | Хрватска                      | Хрватски драговољац Загреб | 1-0       | 0.0        |
|         |                      | група         | Велс                          | Ебу Вал                    | 2-1       | 0.0        |
|         |                      | полуфинале    | Њемачка                       | Хамбургер                  | 1-0, 1-1  | 0.0        |
|         |                      | финале        | Шведска                       | Халмстад                   | 1-0, 1-1, | 0.0        |
| 1997/98 | УЕФА куп             | 1. коло       | Португалија                   | Бенфика                    | 1-0, 0-0  | 5.0        |
|         |                      | 2. коло       | Румунија                      | Стеауа Букурешт            | 0-1, 3-2  | 5.0        |
| 1998    | Интертото куп        | 2. коло       | Северна Македонија            | Македонија Ђорче Петров    | 0-1, 7-0  | 0.0        |
|         |                      | 3. коло       | Турска                        | Алтај Измир                | 2-0, 2-3  | 0.0        |
|         |                      | полуфинале    | Савезна Република Југославија | Војводина                  | 2-0, 0-4  | 0.0        |
| 2001    | Интертото куп        | 2. коло       | Хрватска                      | Славен Белупо              | 0-1, 0-1  | 0.0        |

Укупни УЕФА коефицијент: 30.0

## Познати бивши играчи
- Алу Дијара
- Драган Џајић
- Кристијан Карембе
- Роже Мила
- Љубомир Моравчик
- Џони Реп
- Александре Сонг
- Алберто Тарантини
- Микаел Есјен